# Juan Bautista Yofre
Juan Bautista «Tata» Yofre (16 de dezembro de 1946) é um escritor, diplomata e político argentino. Foi secretário dos serviços de informações da Argentina entre 1989-1990 e embaixador durante o governo de Carlos Menem. 

## Biografia
Desde 1976 que trabalhou na Rádio Municipal de Buenos Aires e no jornal Clarín. 
Até 1979 residiu em Washington, D.C. para desempenhar funções no Banco Interamericano de Desenvolvimento e na Organização dos Estados Americanos.
Em 1982, retornou à Argentina e juntou-se à redação da agência Noticias Argentinas. Mais tarde, em 1984, entrou no jornal Ámbito Financiero para liderar a secção política do matutino. Yofre foi aluno do Colegio Militar de la Nación mas não completou o curso.
Como cronista do Ámbito Financiero acompanhou Carlos Menem na campamja para as eleições presidenciais de 1989. Apesar do seu pasado militante na Unión Cívica Radical, Menem, do Partido Justicialista, convocou-o para as suas fileiras. Depois de assumir o governo, foi nomeado chefe dos serviços de informações da Argentina (SIDE) em julho daquele ano. No início dos anos 90, fortes disputas internas no governo determinaram a sua saída.
Foi embaixador no Panamá até 1992 e nesse ano passou a ser o embaixador argentino em Portugal, até 1993. Ao retornar, Menem nomeou-o conselheiro presidencial, com o cargo de Secretário de Estado, e ocupou o cargo até 1998, quando renunciou. Para esse primeiro destino, teve que declarar no caso do tráfico de armas para a Croácia, já que oficialmente o embarque de armas era destinado ao país do canal interoceânico.
A partir a década de 2000, dedicou-se a escrever livros sobre a história contemporânea da Argentina, sobre a sua visão particular da história da Argentina. Yofre fez declarações controversas nas quais justificava o terrorismo de Estado coberto pelo teoria dos dois demónios.

## Livros
- Misión argentina en Chile, 1970-1973 (2002)[2]
- Fuimos todos (2006)[2]
- Nadie Fue (2007)[2]
- Volver a matar (2009)[2]
- El escarmiento (2010)[1]
- 1982 (2011)[5]
- La trama de Madrid (2013)[6]
- Fue Cuba (2014)
- Puerta de Hierro (2015)
- 1976, La Conspiración (2016) Predefinição:Cr
- Entre Hitler y Perón (2016)Predefinição:Cr
- Dios y la Patria se lo demanden [Los archivos secretos de la política argentina (1930-2019)] (2019)